# Chiesa di Santa Giustina (Teolo)
La chiesa arcipretale di Santa Giustina è un edificio religioso sito a Teolo, comune in provincia di Padova posto centralmente nel parco regionale dei Colli Euganei. Nella suddivisione territoriale della chiesa cattolica, è sede della parrocchia di Santa Giustina Vergine e Martire, collocata nel vicariato di Lozzo Atestino-Teolo, a sua volta parte della diocesi di Padova.
La chiesa, posta in uno dei più alti punti della cittadina e alle pendici del versante sudorientale del monte della Madonna, uno dei maggiori rilievi dei Colli Euganei, ha origini molto antiche, citata come pieve già nel 1297 con la dedicazione a Santa Giustina, protomartire padovana. Dai primi mesi del 2017 è chiusa al culto a causa di un fronte franoso che interessando la parte retrostante dell'edificio ne ha intaccato la struttura producendo fessurazioni nella sua parte più antica, tuttavia al marzo 2020 l'opera di consolidamento era quasi ultimata.

## Storia
Le prime citazioni di una chiesa sita nell'abitato, a quel tempo indicato come Tedolo, una pieve, ovvero edificio con annesso battistero, sede arcipretale e dedicata a Giustina, vergine e protomartire padovana, sono contenute nella decima papale del 1297 assieme alle chiese dipendenti di Montemerlo, Zovon, Boccon, Castelnuovo e Cortelà.
Il primitivo edificio fu oggetto di ristrutturazioni tra il 1290 e il 1310, mentre per l'inizio della costruzione del campanile si dovette attendere il 1400.
A seguito del decreto emesso dal cardinale Carlo Rezzonico e datato 27 luglio 1747, la pieve di Teolo, toponimo assestato dal 1592, subì il progressivo distacco delle altre chiese, acquisendo lo status di parrocchie autonome, e decretando la perdita di importanza della sua sede.
Un ultimo importante intervento nella struttura, ampliandola, venne effettuato tra il 1851 e il 1853, lasciando tuttavia inalterata l'impostazione tardo-medievale del complesso così come si presenta attualmente. Con il completamento del tetto, venne consacrata l'11 settembre 1909.

## Descrizione

### Esterno

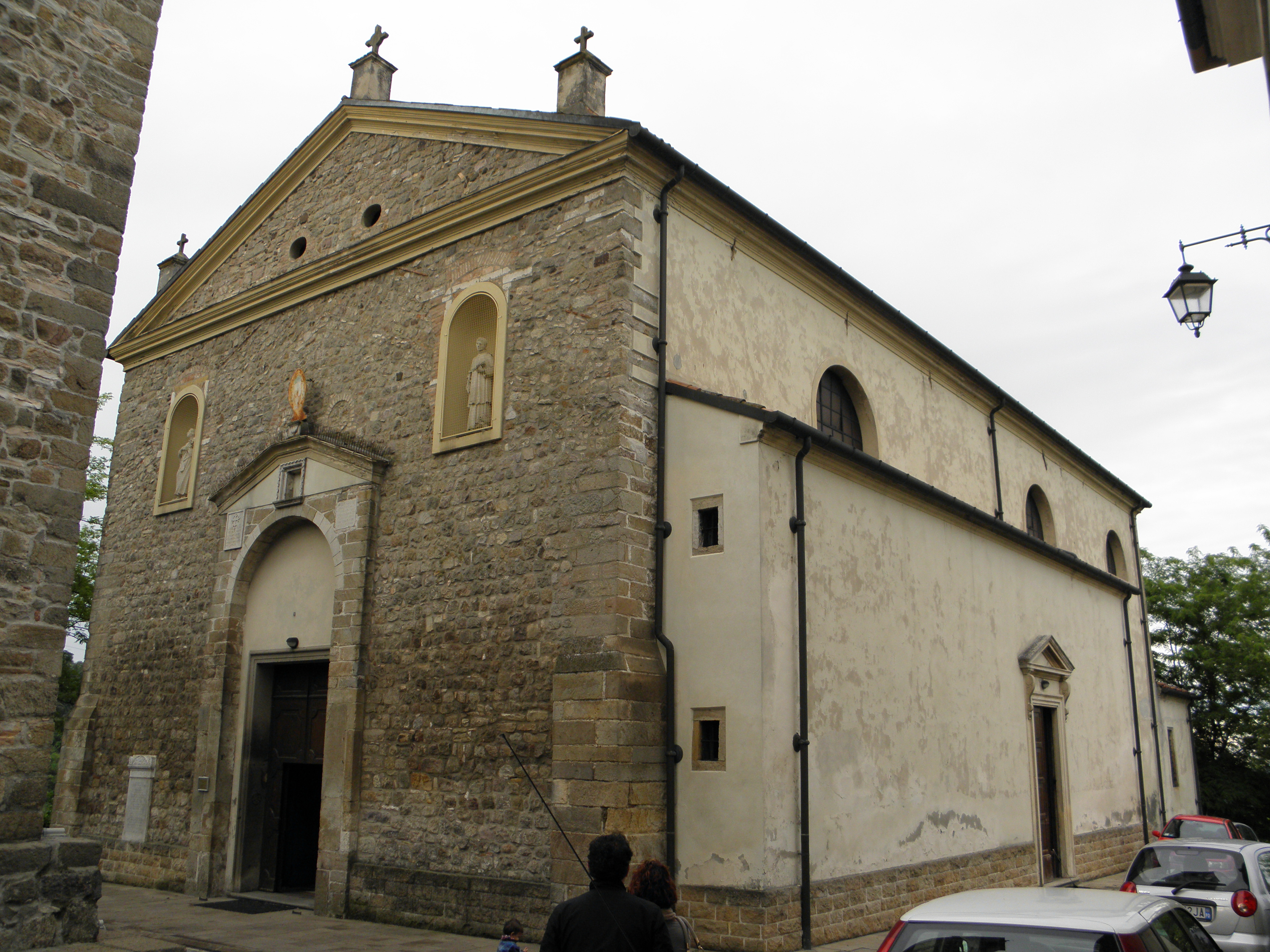
La chiesa.

La chiesa sorge decentrata rispetto all'abitato con orientamento, consueto per l'epoca, est-ovest.
La facciata a capanna, realizzata con ciottoli e laterizi irregolari, rivela a un più attento esame la sua evoluzione nei secoli, integrando i successivi ampliamenti e abbellimenti. Piuttosto semplice, come nei canoni dell'architettura romanica, è caratterizzata dall'unico portale integrato in un falso protiro, dove ai lati sono poste due lapidi che riportano iscrizioni in lingua latina e scrittura gotica mentre sulla parte superiore è presente una nicchia vuota, innalzandosi fino al frontone, di forma triangolare e con una semplice cornice al cui interno si aprono, affiancati, una coppia di oculi. Sulla facciata sono inoltre presenti altre due nicchie contenenti altrettante statue, quella a sinistra riproducente la santa alla quale la chiesa è intitolata, una coppia di oculi murati, retaggio della precedente struttura, e sulla parte sinistra in basso, una pietra tombale.
Il campanile, eretto a partire dall'anno 1400, sorge separato di fronte all'edificio principale, anch'esso di gusto romanico a pianta quadrata, oscurando parzialmente alla vista dei fedeli che sopraggiungono la facciata della chiesa; la cella campanaria è sormontata da una guglia ottagonale.

### Interno
L'interno, a navata unica, conserva alcune opere di pregevole fattura, tra cui spiccano due pale d'altare attribuite a Francesco Apollodoro e a Pietro Liberi, e due statue di santi, opera di Tommaso Bonazza e di Francesco Rizzi. Più recenti sono gli affreschi che decorano le pareti interne, realizzati in stile Liberty. Attribuiti per lungo tempo a Giacomo Manzoni, sono stati di recente ricondotti al loro vero autore, il pittore padovano Giuseppe Cecchetto. La nuova decorazione è stata inaugurata l'11 settembre 1909.

Nella cantoria, sulla controfacciata, è collocato un organo a canne realizzato nel 1916 dagli organari Domenico Malvestio e figlio.